# 杜之克
杜之克（英語：Felix To Chi Hak，1963年10月3日—），香港資深媒体製作人，先後供職於香港亞洲電視、Now TV、無綫電視、有線寬頻等傳媒機構。

## 簡歷
杜之克於1990年加入亞洲電視節目部，從電視條例及守則科開始做起，直至1995年時已升為節目部經理，更引入日本動畫《蠟筆小新》在本港台播放，收視一度突破20點，隨後於東方魅力、香港有線電視、香港商業電台、英文虎報任職。2000年代加入電訊盈科，負責Now TV節目製作，先後擔任Now香港台和Now 101台副總裁，曾策劃旅游節目《一個地球》系列及人氣互動游戲節目《撳錢》。2014年5月，在余詠珊邀請下加入無綫電視，先任職無綫收費電視，後升任集團總經理助理，2016年7月獲委任為無綫電視副總經理（節目及製作），在職期間主理多部與中國内地平台的合拍劇集，至2021年9月2日正式離任。2021年10月重返電訊盈科，擔任OTT平台Viu旗下「Viu Original」首席原創內容總監，於2023年1月離職。2023年5月，出任有線寬頻執行董事及行政總裁。

## 作品

### 出品人（無綫電視）
| 首播年份 | 作品          | 與内地合作出品人              |
| 2017年   | 踩過界        | 愛奇藝CEO龔宇                 |
| 2017年   | 使徒行者2     | 騰訊副總裁、企鵝影視CEO孫忠懷 |
| 2017年   | 溏心風暴3     | 企鵝影視CEO孫忠懷             |
| 2018年   | 宮心計2深宮計 | 企鵝影視CEO孫忠懷             |
| 2018年   | 再創世紀      | 龔宇、央視副總彭健明、王衛平  |
| 2019年   | 鐵探          | 企鵝影視CEO孫忠懷             |
| 2020年   | 使徒行者3     | 無，但仍然与企鵝影視合拍      |
| 2020年   | 踩過界II      | 愛奇藝CEO龔宇                 |
| 2021年   | 陀槍師姐2021  | 無，但仍然与企鵝影視合拍      |
| 2021年   | 刑偵日記      | 优酷CEO戴瑋                   |

## 在任職時期的曾常用劇集監製
- 劉家豪《溏心風暴3》《解決師》《逆天奇案》
- 梅小青《宮心計2深宮計》《法證先鋒IV》
- 方駿釗《陀槍師姐2021》《愛上我的衰神》[11]
- 葉鎮輝《金宵大廈2》
- 關樹明《不懂撒嬌的女人》《再創世紀》《那些我愛過的人》《刑偵日記》《把關者們》
- 蘇萬聰《使徒行者2》《鐵探》《使徒行者3》
- 關文深《那些我愛過的人》
- 陳志江《解決師》《逆天奇案》《十月初五的月光》
- 林　肯《香港愛情故事》《青春不要臉》
- 方俊華《宮心計2深宮計》《法證先鋒IV》《星空下的仁醫》
- 陳寶華《多功能老婆》[12]
- 陳翹英《智能愛人》

## 相關
- 無綫電視人員列表

## 外部連結
- 杜之克的Facebook專頁
- 杜之克.hk01 （页面存档备份，存于）